# Шёланд, Мельвин
Макс Мельвин Шёланд (швед. Max Melvin Sjöland; род. 8 июля 2002) — шведский футболист, защитник клуба «Хальмстад».

## Клубная карьера
Начинал заниматься футболом в «Лилла Тьербю» в шестилетнем возрасте, откуда затем перешёл в «Лахольм». За основной состав клуба дебютировал в третьем дивизионе в 13-летнам возрасте. Летом 2019 года присоединился к молодёжной команде «Хальмстада». В декабре 2021 года подписал первый профессиональный контракт с клубом. 31 августа 2022 года провёл первую игру за основной состав во втором раунде кубка страны с «Хускварной», заменив на 82-й минуте Томаса Боакье. По окончании сезона продлил контракт с клубом ещё на один год. 3 мая 2023 года дебютировал в чемпионате Швеции в матче с Эльфсборгом, заменив в компенсированное ко второму тайму время Юэля Алланссона.

## Клубная статистика
| Выступление      | Выступление      | Выступление      | Лига | Лига | Кубки | Кубки | Конт. кубки | Конт. кубки | Итого | Итого |
| Клуб             | Лига             | Сезон            | Игры | Голы | Игры  | Голы  | Игры        | Голы        | Игры  | Голы  |
| ---------------- | ---------------- | ---------------- | ---- | ---- | ----- | ----- | ----------- | ----------- | ----- | ----- |
| Лахольм          | Дивизион 3       | 2017             | 7    | 1    | 0     | 0     | 0           | 0           | 7     | 1     |
| Лахольм          | Дивизион 3       | 2018             | 11   | 1    | 0     | 0     | 0           | 0           | 11    | 1     |
| Лахольм          | Итого            | Итого            | 18   | 2    | 0     | 0     | 0           | 0           | 18    | 2     |
| Хальмстад        | Суперэттан       | 2022             | 0    | 0    | 1     | 0     | 0           | 0           | 1     | 0     |
| Хальмстад        | Алльсвенскан     | 2023             | 1    | 0    | 0     | 0     | 0           | 0           | 1     | 0     |
| Хальмстад        | Итого            | Итого            | 1    | 0    | 1     | 0     | 0           | 0           | 2     | 0     |
| Всего за карьеру | Всего за карьеру | Всего за карьеру | 19   | 2    | 1     | 0     | 0           | 0           | 20    | 2     |